# Ornithogalum macrum
Ornithogalum macrum är en sparrisväxtart som beskrevs av Franz Speta. Ornithogalum macrum ingår i släktet stjärnlökar, och familjen sparrisväxter. Inga underarter finns listade i Catalogue of Life.